# Pepin Township
Pepin Township est une localité du comté de Wabasha, dans le Minnesota, aux États-Unis. Elle abrite notamment le Reads Landing Overlook, un point de vue panoramique sur le lac Pépin inscrit au Registre national des lieux historiques depuis le 15 décembre 2004.